# Rume
Rume, no plural rumes (do termo "Rûm", do árabe para Roma), foi o termo genérico adoptado no século XVI pelos portugueses para se referirem aos otomanos e mamelucos que se encontravam no Oceano Índico. Segundo João de Barros nas suas Décadas IV, os muçulmanos da Índia, não conhecendo a fundo a geografia europeia, nomeavam todos os povos da Trácia, onde se situava Constantinopla, Grécia e Ilhas do Mediterrâneo de "Rums". Os portugueses adoptaram o termo, utilizando-o de forma geral para se referirem aos muçulmanos que chegavam ao Índico vindos de ocidente. Após a tomada de Constantinopla o termo Rúm foi adoptado pelos turcos e árabes para referir aos gregos do até então Império Bizantino. Era o equivalente ao termo genérico "franco", plural "francos", usado no oriente para referir os povos de origem europeia. 

## História
O termo "Rûm" vem do grego Ρωμιοί (Roma), designando o Império Romano; os seljúcidas chamavam as terras de seu sultanato de Rum pois localizava-se sobre território que era considerado "romano", isto é, bizantino, pelos exércitos islâmicos. Este termo foi adoptado pelo Sultanato de Rum que prosperou durante o fim do século XII e início do século XIII, quando conquistou os principais portos bizantinos nas costas do Mediterrâneo e do mar Negro. Dentro da Anatólia os seljúcidas fomentaram o comércio através de um programa de construção de caravançarais, que facilitavam o fluxo de mercadorias do Irã e Ásia Central até os portos. Formaram-se laços comerciais especialmente fortes com os genoveses durante este período, e a riqueza proveniente destas atividades comerciais permitiu ao sultanato absorver outros Estados turcos que haviam sido fundados na Anatólia.
Referência ao termo Rûm ocorre no Corão, na sura Ar-Rum ("Os romanos", às vezes traduzida como "Os bizantinos"). O povo, hoje conhecido como gregos bizantinos, eram habitantes do Império Romano e se chamavam romanos. O termo "bizantino" é uma designação moderna para descrever o Império Romano Oriental, particularmente após a grande reestruturação política do sétimo e oitavo século. Os árabes, portanto, os chamavam naturalmente Rûm e seu território Bilad al-Rûm (a terra de Rûm).